# Aktiengesellschaft
Aktiengesellschaft (pronunciación alemana:ˈaktsiənɡəzɛlʃaft; abreviado AG) es un término alemán equivalente al usado en castellano sociedad anónima (S.A.).
La palabra alemana es una palabra compuesta de dos términos: Aktien que significa acciones y Gesellschaft que significa compañía. Su significado aproximado en castellano sería: "sociedad cuyas participaciones consisten en acciones".
La sociedad anónima alemana tiene una particularidad que la diferencia del resto de las sociedades anónimas del mundo:
Posee por ley (Aktiengesetz) de un tercer órgano independiente: el Aufsichtsrat (consejo de vigilancia) tiene la función de vigilar las actitudes del consejo directivo (Vorstand) y solo puede ser electo por la asamblea de accionistas por un plazo máximo de 4 años.
Dicho consejo de vigilancia (Aufsichtsrat) se compone de un número impar y como mínimo de 3 miembros. Dichos miembros no pueden ser miembros del directorio ni tampoco miembros del directorio pueden ser miembros del consejo de vigilancia (Aufsichtsrat).
El consejo de vigilancia elige, nombra, controla y despide a los miembros del directorio (Vorstand).
Dicho consejo de vigilancia regula y determina las actividades del directorio (Vorstand) asegurando así la estabilidad económica y financiera de la empresa.